# Manuel Späth
Manuel Späth (ur. 22 maja 1991 w Ostfildern), niemiecki piłkarz ręczny, reprezentant kraju grający na pozycji obrotowego. Obecnie występuje w Bundeslidze, w drużynie Frisch Auf Göppingen.

## Sukcesy

### klubowe
- Puchar Zdobywców Pucharów:
  -  2011, 2012